# Bollullos de la Mitación
Bollullos de la Mitación là một đô thị ở tỉnh Sevilla, Tây Ban Nha. Theo điều tra dân số năm 2006 của Viện thống kê quốc gia Tây Ban Nha, đô thị này có dân số7084 người.